# Computationele wetenschap
Computationele wetenschap is een vakgebied binnen de exacte wetenschap, dat zich bezighoudt met de bouw van wiskundige modellen, technieken uit de numerieke analyse en het gebruik van computers om wetenschappelijke problemen te analyseren en op te lossen. In de praktijk gaat het meestal om de toepassing van computersimulatie en algoritmen uit de numerieke wiskunde en theoretische informatica in de verschillende wetenschappelijke disciplines.